# Tour de Belgique amateurs
Ne doit pas être confondu avec Tour de Belgique automobile, Tour de Belgique ou Tour de Belgique indépendants.
Le Tour de Belgique amateurs est une course par étapes disputée de 1906 à 1994, par des coureurs ayant le statut de coureur amateur.

## Palmarès
| Année | Vainqueur                 | Deuxième              | Troisième             |
| ----- | ------------------------- | --------------------- | --------------------- |
| 1906  | Joseph Rigaux             | Aubain Dochain        | François Verstraeten  |
| 1907  | Charles Cruchon           | Guido De Vogelaere    | Adrien Kranskens      |
| 1908  | Alfons Lauwers            | Guillaume Coeckelberg | Michel Debaets        |
| 1909  | Paul Deman                | René Anno             | Félicien Salmon       |
| 1910  | Jacques Coomans           | Joseph Van Daele      | Joseph Matagne        |
| 1934  | Joseph De Berlanger       | François Adam         |                       |
| 1935  | Médard Barbé              |                       |                       |
| 1936  | Leon Troch                |                       |                       |
| 1937  | Jozef Van den Broeck      |                       |                       |
| 1938  | Jozef Van den Broeck      | Gustaaf Van Rethy     | Plutard Van Herzele   |
| 1947  | Frans Gielen              | Théodore Lossie       | Alois De Hertog       |
| 1948  | Léon De Lathouwer         | Armand Baeyens        | Aloïs Van Peer        |
| 1949  | Gilbert Vermote           | Willy Geers           | Eduard Van Ende       |
| 1950  | Roger Vuylsteke           | André Vlayen          | Emile De Bruyne       |
| 1951  | Noël Malfait              | Henri Denys           | Odiel Vandecasteele   |
| 1952  | Frans Vande Wiele         | René Desmet           | Jos Hinsen            |
| 1953  | Chris Huygens             | Odiel Vanderlinden    | Gustaaf Verschuren    |
| 1954  | Maurice Vandendaele       | René Van Meenen       | Roger Batslé          |
| 1955  | Norbert Kerckhove         | Michel Van Aerde      | Rik Luyten            |
| 1956  | Constant Verhaert         | Lié Van Haesebroeck   | Frans Van Den Bosch   |
| 1957  | Ludo de Bruyne            | Constant De Keyser    | Frans De Mulder       |
| 1958  | Louis Van Huyck           | Émile Daems           | Eugene Van den Broeck |
| 1959  | Alfons Dits               | Frans Brands          | Willy Derboven        |
| 1960  | Roger De Coninck          | Rene Timmermans       | Andre Claeys          |
| 1961  | Roger de Breuker          | Frans Melckenbeeck    | Victor Van Schil      |
| 1962  | Guillaume Ivens           | Jozef Timmerman       | Guido Reybrouck       |
| 1963  | Theo Verschueren          | Jos Huysmans          | Roger Croonenborghs   |
| 1964  | Herman Van Springel       | Henri Pauwels         | Gerben Karstens       |
| 1965  | Noël Van Clooster         | Jozef Boons           | Roger Rosiers         |
| 1966  | Harry Steevens            | Roger Rosiers         | Ole Ritter            |
| 1967  | Wilfried David            | Edouard Weckx         | Fedor Iwan den Hertog |
| 1968  | Roger De Vlaeminck        | René Pijnen           | André Dierickx        |
| 1969  | Fedor Iwan den Hertog     | Jan Van De Wiele      | Etienne Antheunis     |
| 1970  | Adri Duycker              | Ludo Van Der Linden   | Wim Bravenboer        |
| 1971  | Marcel Sannen             | Louis Verreydt        | Adri Duycker          |
| 1972  | Gregoire Van Moer         | Roger De Beukelaer    | Thomas Huschke        |
| 1982  | Rudy Rogiers              | Stefan Aerts          | Rudy Dhaenens         |
| 1983  | Jair Braga                | Luc Branckaerts       | Johan Gavart          |
| 1984  | Ferdi Dierickx            | Andre Meuwissen       | Frank Van De Vijver   |
| 1986  | Rudi Van Der Haegen       | Johan Bruyneel        | Bob Rasenberg         |
| 1987  | Viatcheslav Ekimov        | Alexandre Krasnov     | Frank Van Den Abeele  |
| 1988  | Dmitri Nelyubin           | Sergeï Khmelinine     | Alexandre Krasnov     |
| 1989  | Thomas Barth              | Olaf Ludwig           | Michel Stasse         |
| 1990  | Dmitri Nelyubin           | Evgueni Berzin        | Jürgen Werner         |
| 1991  | Danny Alaerts (eu)        | Danny In 't Ven       | Stancho Stanchev      |
| 1992  | Rufin De Smet             | Frank Corvers         | John den Braber       |
| 1993  | Danny Dierckx             | Dirk Roosen           | Wim Feys              |
| 1994  | Wim van de Meulenhof (nl) | Danny In 't Ven       | Gert Vanderaerden     |